# Group f/64
Group f/64 var en fotografisk förening som grundades i Kalifornien 1932. Ansel Adams, Edward Weston, Imogen Cunningham, Willard Van Dyke, Henry Swift och Sonya Noskowiak var några av dess mest framstående medlemmar.

## Historia
I början och mitten av 1930-talet och under en period av ungefär fyra år träffades en liten grupp fotografer och konstentusiaster i en studio i Oakland, Kalifornien, för att titta på varandras verk och dela sina tankar om fotografi som konstform. För att symbolisera sitt gemensamma engagemang för en tydlig fotografi döpte de sig själva till Group f/64.
Föreningens första utställning hölls på M.H. de Young Memorial Museum i San Francisco den 15 november 1932, där, tillsammans med de sju medlemmarna i gruppen, fotograferna Preston Holder, Alma Lavenson, Consuelo Kanaga och Brett Weston medverkade.
Group f/64 främjade utövandet av ren fotografering, utan ingrepp, i motsats till piktorialism. Namnet på gruppen förklarar dess mål: f/64 är den minsta bländaren på objektiven i de storformatskameror som användes av medlemmarna i denna grupp, vilket resulterar i en bild med maximal skärpa.
De tekniska särdragen hos f/64:s raka tillvägagångssätt har använts som kvalitetskriterier för kameraklubbar (till exempel skarpt och korrekt fokus, bra högdagrar och skuggdetaljer), bilder som skapar omedelbart intresse. Gruppens fascination för fotografisk skönhet har fortsatt att inspirera fotografer att komma till rätta med fotografins unika visuella möjligheter.
Gruppen motsatte sig en omfattande manipulation av fotografierna som resulterade i bilder som liknade målningar. Men de var inte, vare sig kollektivt eller individuellt, motståndare till subtila korrigerande åtgärder. Efterbelysning, skuggning, beskärning och förstoring var tillåtet. Ofullkomligheter till följd av kemikalier eller partiklar på negativ kunde retuscheras och tas bort från bilderna. Ansel Adams använde filter framför linsen och använde såväl underexponering som överframkallning för att säkerställa negativens rikedom på detaljer och tonomfång. Edward Weston arrangerade sina stillebensarrangemang för att skapa tilltalande fotografier.
Arvet efter gruppen består. Genom sin verksamhet gav Group f/64 begreppet ren fotografi en framträdande plats och hjälpte till att definiera vad som utgör "renhet" inom fotografin.
Group f/64 upplöstes 1936.